# Leah Navarro
Leah Navarro es una cantante pop filipina que incursionó en la música en la década de los años 70 y 80. Cuando era una dolescente, se convirtió una de las estrellas del género pop. 

## Biografía
Nació dentro del seno de una familia de buena posición, Leah también vivió en un convento en la que fue prácticamente criada y terminó la universidad en la Asunción, en Makati, además fue alumna de la presidenta actual de Filipinas Gloria Macapagal-Arroyo. Su talento fue descubierto cantando mientras todavía iba a la escuela y se fue a cantar en grandes éxitos de la música pop de la década de 1970 y de los años 80 como Kailangan y Kita Saan Ako Nagkamali (tanto por George Canseco, Artista Nacional), Lagi na Lang (por Nonong Pedero) y Ang Pag-ibig Kong Ito que más tarde fue revivido por Racel Tuazon, Moonstar88 y, más recientemente, Sheryn Regis. Su interpretación de Isang Mundo, Isang Awit ganó el Gran Premio en el Metro Manila en un evento anual del Festival de Música Popular, ya que entonces activamente patrocinado por Imee Marcos e Irene, hijas presidenciales y los aficionados de música. Su discografía incluye individuales como hindi Ka Lilimutin, Totoo ba'ng Lahat ng ito?, y otras canciones de la escena como los Cuentos de la Manuvu. En su álbum debut autotitulado fue, Leah. En años posteriores, Leah se rumorea haber tenido relaciones con el actor norteamericano, Anthony Finetti (estrella de La fungibles), en 1988 y en los terrenos del Hotel Península en Manila. Desde a mediados de la década de 1980, Leah ha tomado un papel activo en movimientos de la sociedad civil. Actualmente, es la cocoordinadora del Movimiento Blanco y Negro que se oponen al gobierno de la presidenta Gloria Macapagal Arroyo.